# Перевірність
Перевірність — властивість, що застосовується до емпіричної гіпотези, включає два компоненти:
1. Спростовність або порушність, що означає логічну можливість контрприкладу для гіпотези.
2. Практична можливість спостереження за серією відтворення таких контрприкладів, якщо вони існують.

Коротше кажучи, гіпотеза є перевірною, якщо є можливість вирішити, чи є вона істинною чи хибною на основі експерименту, проведеного будь-ким. Це дозволяє вирішити, чи можна теорію підтвердити або спростувати даними. Однак інтерпретація експериментальних даних також може бути непереконливою або невизначеною.